# مركز الألوان
مركز اللون هو منطقة في الدماغ تُعد مسؤولة بشكل أساسي عن الإدراك البصري والمعالجة القشرية للإشارات اللونية التي تستقبلها العين، وهو ما يؤدي في النهاية إلى تكون الرؤية اللونية. يُعتقد أن مركز اللون لدى الإنسان يقع في الفص القذالي السفلي كجزء من النظام البصري، إلى جانب مناطق أخرى مسؤولة عن التعرف على المحفزات البصرية المحددة ومعالجتها، مثل الوجوه والكلمات والأجسام.
أظهرت العديد من دراسات التصوير بالرنين المغناطيسي الوظيفي (fMRI) لدى البشر وقردة المكاك أن المحفزات اللونية تُفعّل عدة مناطق في الدماغ، من بينها التلفيف المغزلي والتلفيف اللساني. وتُعرف هذه المناطق، بالإضافة إلى مناطق أخرى ثبتت مشاركتها في معالجة الرؤية اللونية، باسم المنطقة البصرية الرابعة (V4). لا تزال الآليات الدقيقة والموقع الوظيفي ودور هذه المنطقة محل بحث علمي مستمر.

## القشرة البصرية الأولية
القشرة البصرية الأولية، المعروفة باسم المنطقة V1، تقع في التلفيف المحيط بالشَقِّ المهمازي (calcarine sulcus)، وتُعد أول منطقة قشرية تشارك في معالجة المعلومات البصرية. تتلقى هذه المنطقة مدخلات بصرية من النواة الركبية الوحشية الموجودة في المهاد. وتقوم V1 بإرسال المعلومات البصرية المستلمة من النواة الركبية إلى مناطق أخرى خارج القشرة البصرية الأولية، تُعرف باسم القشرة البصرية المجاورة (extrastriate cortex)، حيث تُجري عمليات معالجة بصرية عليا، تشمل التعرف على الأشكال والحركة واللون.
تحتوي المنطقة V1 على عدة مناطق حساسة للّون، مما يشير إلى أن معالجة اللون ليست محصورة في منطقة واحدة فقط. ووفقًا لدراسة نُشرت للدكتور روبرت شابلي، فإن V1 تلعب دورًا مهمًا في إدراك اللون. وقد أظهرت نتائج تجارب التصوير بالرنين المغناطيسي الوظيفي (fMRI) أن V1 تحتوي على نوعين من الخلايا العصبية الحساسة للّون: الخلايا أحادية الخصومة (single-opponent cells) والخلايا مزدوجة الخصومة (double-opponent cells).
تُعد هذه الخلايا جزءًا أساسيًا في نظرية المعالجة الخصامية (opponent process) الخاصة بتفسير الإشارات اللونية. تستجيب الخلايا أحادية الخصومة للمجالات الواسعة من اللون، وهو ما يُعد مفيدًا في التعرف على المشاهد اللونية العامة والأجواء. بالمقابل، تستجيب الخلايا مزدوجة الخصومة إلى الأنماط والنسيج وحدود الألوان، مما يجعلها أكثر أهمية في إدراك ألوان الأجسام والصور.
تتميز الخلايا مزدوجة الخصومة باستقبالها إشارات متضادة من خلايا المخاريط المختلفة في الشبكية، وهو ما يجعلها مثالية لاكتشاف الألوان المتقابلة، مثل الأحمر والأخضر. وتلعب هذه الخلايا دورًا بارزًا في حساب نسب المخاريط الموضعية انطلاقًا من المعلومات البصرية ضمن مجالاتها الاستقبالية.
يمكن تقسيم الخلايا العصبية أحادية الخصومة (single-opponent neurons) الحساسة للألوان إلى فئتين رئيسيتين بناءً على الإشارات التي تستقبلها من خلايا المخاريط في الشبكية:
خلايا L–M وخلايا S/(L+M).
تعتمد هذه الخلايا على إشارات واردة من الأنواع الثلاثة للمخاريط الضوئية، وهي:
- المخاريط القصيرة (S) التي تستجيب للأطوال الموجية القصيرة، أي الألوان البنفسجية والزرقاء.
- المخاريط المتوسطة (M) التي تكتشف الأطوال الموجية المتوسطة، مثل الأخضر والأصفر.
- المخاريط الطويلة (L) التي تتفاعل مع الأطوال الموجية الطويلة، كاللون الأحمر.

تُعرف خلايا L–M أيضًا باسم خلايا الخصومة بين الأحمر والأخضر، حيث تستقبل إشارات من المخاريط الطويلة (L) وتُعارَض هذه الإشارات بإدخال من المخاريط المتوسطة (M).
أما خلايا S/(L+M)، أو ما يُطلق عليها خلايا الخصومة بين الأزرق والأصفر، فهي تستقبل مدخلات من خلايا S وتُعارضها مجموع الإشارات من خلايا L وM.
تُسهم آلية الخصومة اللونية في تمكين النظام البصري من تفسير الفروقات الدقيقة بين الألوان، وهي طريقة أكثر كفاءة من معالجة كل لون على حدة .

## المعالجة البصرية في القشرة البصرية الإضافية

منطقة V4

ترسل القشرة البصرية الأولية (V1) المعلومات البصرية إلى المناطق القشرية الإضافية (extrastriate cortex) من أجل إجراء عمليات معالجة بصرية ذات مستوى أعلى. تقع هذه المناطق الإضافية أمام الفص القذالي، وتشمل المناطق البصرية الرئيسية المُرقّمة V2 وV3 وV4 وV5/MT. وتتميز كل واحدة من هذه المناطق بوظائف متعددة.
وقد كشفت دراسات حديثة أن مركز معالجة اللون لا يُعتبر منطقة معزولة أو قابلة للتحديد في جزء واحد من القشرة البصرية. بل تشير الأدلة إلى وجود عدة مناطق قد تؤدي أدوارًا مختلفة في القدرة على معالجة المنبهات اللونية.

### الباحة البصرية V4
أثبتت الدراسات التشريحية والفسيولوجية أن مركز معالجة اللون يبدأ في القشرة البصرية الأولية (V1) ويرسل إشارات إلى المناطق القشرية الإضافية، ولا سيما V2 وV4، من أجل مزيد من المعالجة البصرية. وتُعد المنطقة V4 ذات أهمية خاصة نظرًا لقوة الحقول الاستقبالية اللونية في الخلايا العصبية التي تحتويها. تم التعرف على المنطقة V4 لأول مرة من خلال تجارب على القشرة البصرية لقرد المكاك، وكان يُعتقد في البداية أن المعالجة اللونية تحدث بشكل انتقائي في هذه المنطقة فقط. غير أن هذه الفرضية رُفضت لاحقًا لصالح فرضية أخرى تقول إن المنطقة V4 والمناطق المحيطة بها تعمل معًا في معالجة اللون، عبر عدة مناطق مختصة بالانتقاء اللوني. وبعد تحديد V4 باعتبارها منطقة انتقائية للّون في دماغ قردة المكاك، بدأ العلماء في البحث عن بنية مماثلة في القشرة المخية للإنسان. ومن خلال تصوير الدماغ باستخدام الرنين المغناطيسي الوظيفي (fMRI)، تم تحديد ثلاث مناطق رئيسية تنشط استجابةً للمنبهات اللونية:
1. المنطقة V1،
2. منطقة في الفص القذالي البطني، وتحديدًا في التلفيف اللساني، وسُمّيت المنطقة V4 البشرية (hV4)،
3. ومنطقة أخرى تقع أمامها في التلفيف المغزلي، وسُمّيت V4α.تطزر فهم العلماء لوظيفة المنطقة V4 بشكل كبير. ونظرًا لاستجابة هذه المنطقة القوية للمثيرات اللونية لدى كل من قردة المكاك والبشر، أصبحت موضع اهتمام واسع في الأبحاث العصبية. كان يُعتقد في البداية أن V4 مسؤولة بشكل خاص عن الانتقائية اللونية، غير أن الأدلة الحديثة أظهرت أن V4، إلى جانب مناطق أخرى في القشرة البصرية، تستجيب لمجموعة متنوعة من الخصائص الحسية. فقد ثبت أن الخلايا العصبية في V4 تستقبل معلومات تتعلق بـاللون والسطوع والملمس، كما تشارك أيضًا في معالجة الشكل والاتجاه والتقوس والحركة والعمق.

لا يزال التنظيم الفعلي لمنطقة hV4 في القشرة الدماغية قيد البحث. ففي قردة المكاك، تمتد منطقة V4 عبر الفص القذالي الظهري والبطني، بينما أظهرت التجارب التي أُجريت على البشر أن V4 تمتد فقط في الجزء البطني من الفص القذالي، ما أدى إلى التمييز بين hV4 عند البشر وV4 عند المكاك. وقد أظهرت دراسة حديثة أجراها Winawer وآخرون باستخدام قياسات التصوير بالرنين المغناطيسي الوظيفي (fMRI) لرسم خريطة لمنطقتي hV4 والمناطق القذالية البطنية، وجود اختلافات بين الأفراد الذين خضعوا لتصوير hV4. في البداية، نُسبت هذه الاختلافات إلى أخطاء في الأجهزة، غير أن Winawer اقترح أن الجيوب الأنفية في الدماغ قد تؤثر في دقة القياسات بالرنين المغناطيسي.
وقد تم اختبار نموذجين لمنطقة hV4: الأول يفترض أن hV4 تقع بالكامل في الجانب البطني، والثاني يقترح أن hV4 مقسمة إلى جزأين ظهري وبطني. وتوصّل الباحثون إلى أن رسم خريطة لنشاط hV4 لا يزال صعبًا، وأن هناك حاجة لمزيد من الدراسات. مع ذلك، فإن وجود أدلة أخرى مثل الإصابات في الفص القذالي البطني التي تؤدي إلى انعدام رؤية الألوان (الأكروماتوبسيا) يشير إلى أن هذه المنطقة تلعب دورًا مهمًا في الرؤية اللونية. كما أظهرت دراسات حديثة أن تنشيط المنطقة V4 عند البشر (المعروفة بـ V4h) يحدث أثناء إدراك اللون وتذكره، دون أن يشمل إدراك الشكل.

### الباحة البصرية V4α
خلال البحوث حول منطقة V4 تم اكتشاف مناطق أخرى تُحفَّز عند التعرض للألوان، وكان من أبرزها منطقة تقع أمام الفص القذالي البطني، أُطلق عليها لاحقًا اسم V4α. وقد ظهرت تجارب لاحقة باستخدام التصوير بالرنين المغناطيسي الوظيفي (fMRI) أن V4α تؤدي وظيفة مختلفة عن V4، لكنها تعمل بالتعاون معها. تشارك منطقة V4α في مجموعة من العمليات، وتكون نشطة أثناء أداء مهام تتطلب الترتيب اللوني، أو التخيُّل المرتبط بالألوان، أو المعرفة المسبقة بالألوان، إضافة إلى الأوهام البصرية اللونية، وإدراك لون الأشياء.

### المركب V4-V4α
تُعد منطقتا V4 وV4α كيانين منفصلين، لكن بسبب قربهما المكاني في التلفيف المغزلي، يُشار إليهما غالبًا معًا باسم مركب V4 (V4-complex). وقد كشفت الأبحاث المتعلقة بهذا المركب أن أنواعًا مختلفة من التنبيه اللوني قد تُنشّط إما V4 أو V4α، في حين أن بعض المحفزات تنشّط المنطقتين معًا.
فعلى سبيل المثال، أظهرت الصور الطبيعية الملوّنة تنشيطًا أقوى لمنطقة V4α مقارنةً بـV4، في حين أن الصور غير الطبيعية من حيث التلوين نشّطت كلا المنطقتين بدرجة متساوية. وقد خَلُص الباحثون إلى أن هاتين المنطقتين تعملان معًا لإنتاج التصوّر اللوني، إلا أنهما منفصلتان وظيفيًا في الوقت نفسه.